# مقاطعة أنتيلوبي (نبراسكا)
مقاطعة أنتيلوبي (بالإنجليزية: Antelope County)‏ هي إحدى مقاطعات ولاية نبراسكا في الولايات المتحدة الأمريكية.